# Робардс (Кентуккі)
Робардс (англ. Robards) — місто (англ. city) в США, в окрузі Гендерсон штату Кентуккі. Населення — 449 осіб (2020).

## Географія
Робардс розташований за координатами 37°40′43″ пн. ш. 87°32′5″ зх. д. / 37.67861° пн. ш. 87.53472° зх. д. (37.678580, -87.534629).  За даними Бюро перепису населення США в 2010 році місто мало площу 7,88 км², з яких 7,84 км² — суходіл та 0,04 км² — водойми.

## Демографія
Згідно з переписом 2010 року, у місті мешкало 515 осіб у 196 домогосподарствах у складі 153 родин. Густота населення становила 65 осіб/км².  Було 216 помешкань (27/км²).
Расовий склад населення:
| - 96,9 % — білих - 1,2 % — корінних американців - 0,2 % — чорних або афроамериканців - 1,0 % — осіб інших рас |

До двох чи більше рас належало 0,8 %. Частка іспаномовних становила 2,9 % від усіх жителів.
За віковим діапазоном населення розподілялося таким чином: 22,3 % — особи молодші 18 років, 65,9 % — особи у віці 18—64 років, 11,8 % — особи у віці 65 років та старші. Медіана віку мешканця становила 39,9 року. На 100 осіб жіночої статі у місті припадало 99,6 чоловіків;  на 100 жінок у віці від 18 років та старших — 100,0 чоловіків також старших 18 років.
Середній дохід на одне домашнє господарство  становив 64 509 доларів США (медіана — 62 917), а середній дохід на одну сім'ю — 69 443 долари (медіана — 65 962). Медіана доходів становила 43 958 доларів для чоловіків та 36 250 доларів для жінок. За межею бідності перебувало 5,1 % осіб, у тому числі 4,1 % дітей у віці до 18 років та 18,2 % осіб у віці 65 років та старших.
Цивільне працевлаштоване населення становило 272 особи. Основні галузі зайнятості: освіта, охорона здоров'я та соціальна допомога — 23,5 %, виробництво — 17,6 %, науковці, спеціалісти, менеджери — 12,1 %, роздрібна торгівля — 9,9 %.